# Bodljikavi morski psi
Bodljikavi morski psi ili akantodi (lat.: Acanthodii) su razred izumrlih riba koja ima sličnosti i s ribama koštunjačama (lat.: Osteichthyes) i s hrskavičnjačama (lat.: Chondrichthyes). Po obliku ova klasa nalikuje morskim psima, ali njihova pokožica (epidermis) pokrivena je sitnim romboidnim pločicama koje su slične krljušti riba koštunjača Holostei.
Akantodi imaju hrskavičast kostur, iako njihove peraje imaju široku koštanu bazu. Peraje su na prednjem kraju ojačane bodljama od dentina.
Prvobitni akantodi bili su morski organizmi, ali su tijekom devona slatkovodni oblici postali dominantni. Ova grupa značajna je zbog dvije činjenice: prva je poznata skupina kralježnjaka koja ima čeljusti (lat.: Gnathostomata) i stoga što imaju jake bodlje od dentina koje daju potporu perajama. Ove su bodlje učvršćene i ne mogu se pomicati (kao kod leđne peraje morskih pasa).
U okviru ove klase postoje tri reda: Climatiiformes, Ischnacanthiformes i Acanthodiformes. Climatiiformes  imaju oklop na ramenom dijelu i puno sitnih oštrih bodlji, Ischnacanthiformes imaju zube spojene s čeljusti, a Acanthodiformes su organizmi s filtracjskim načinom prehrane, bez zubiju u čeljustima ali s dugačkim vlaknima, nastavcima škržnih lukova koja imaju ulogu filtriranja hrane iz vode.
Postoji teorija da je čeljust akantoda nastala od prvog škržnog luka, nekog njezinog evolucijskog pretka koji je imao škržni kostur izgrađen od parova spojene hrskavice.
Popularan naziv bodljikavi morski psi je znanstveno neodgovarajuć za ovu skupinu riba. Akantodi su dobili ovaj naziv jer su po izgledu slični morskim psima, aerodinamičnog oblika, imaju parne peraje, i jako uzdignut rep. Jake koštane bodlje daju potporu svim perajama osim repne, od tud proizlazi njihov popularni naziv. Fosilizirane bodlje i pločice koje se nalaze u sedimentnim stijenama često su jedini očuvani ostaci ove skupine riba.
Bodlje akantoda imaju poseban izgled karakterističan za svaki rod. Zbog toga se često koriste za određivanje relativne starosti sedimentnih stijena. Bodlje su sitne, s okruglom bazom, vratom, i ravnom ili blago zakrivljenom glavom romboidnog oblika.
Iako se nazivaju bodljikavim morskim psima, akantodi su nastali mnogo prije morskih pasa. Pojavili su se početkom silura, oko 50 milijuna godina prije pojave prvih morskih pasa. Potom su akantodi naselili i slatke vode i doživjeli procvat u rijekama i jezerima tijekom devona. Ribe koštunjače su, međutim, već pokazale svoj potencijal dominiranja vodenom sredinom, a njihov selekcijski pritisak na akantode bio je prejak, te su oni izumrli tijekom perma (prije oko 250 milijuna godina).
Mnogi paleontolozi smatraju da su akantodi bili srodni pretku današnjih riba koštunjača. Iako je unutarnji kostur ovih riba izgrađen od hrskavice, materijal sličan koštanom tkivu pronađen je u koži ovih riba u obliku gusto zbijenih pločica. Neke pločice bile su znatno uvećane i pokrivale su vrh glave i rameni pojas. Pronađen je i jezičac koji je pokrivao škržne otvore sličan operkulu riba koštunjača.